# Microthyriales
Microthyriales es un orden de hongos ascomicetos. Según se estimaba en el 2008, el orden contiene tres familias, 62 géneros y  323 especies. Las especies en Microthyriales  poseen cuerpos fructíferos aplanados pequeños con una o más hendiduras centrales, y son  saprotróbicos o epífitos sobre hojas o tallos de plantas.